# Groupe de Landévennec

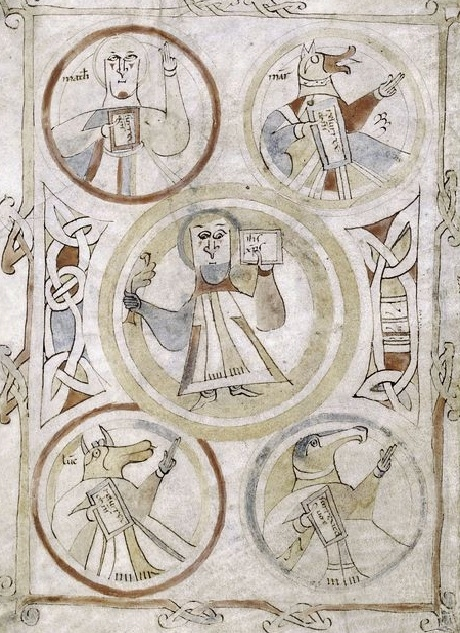
Évangéliaire de Landévennec conservé à la bibliothèque Bodléienne.

Le Groupe de Landévennec désigne un ensemble de manuscrits enluminés des évangiles datés des IXe et Xe siècles et provenant de Basse-Bretagne. Influencés par l'enluminure insulaire, ils se caractérisent par une représentation des évangélistes sous une forme anthropozoomorphique. Ils proviennent sans doute du scriptorium de l'abbaye de Landévennec.

## Caractéristiques
La principale caractéristique de ces évangéliaires est la représentation du portraits des quatre évangélistes sous une forme humaine mais avec la tête d'un animal. Une particularité concerne saint Marc : dans certains manuscrits il porte une tête de cheval (au lieu du lion traditionnel). En effet, marc'h signifie "cheval" en langue bretonne et ce serait là l'origine de la confusion, même si cette hypothèse a été contestée. Dans la plupart des cas, la représentation animale reste très schématique, empêchant d'identifier avec précision l'espèce animale. 
Cette représentation pourrait s'expliquer par l'influence de l'enluminure insulaire sur le scriptorium de l'abbaye. Les rites religieux celtiques sont encore très prégnants dans cette partie de la Bretagne jusqu'au IXe siècle et Landévennec applique la règle de saint Colomban et non la règle bénédictine jusqu'en 818.

## Liste des manuscrits
- British Library, Egerton 609 (en)[5] : provient de l'abbaye de Marmoutier et est entré au British Museum en 1836
- Berne, Burgerbibliothek, manuscrit 85 : daté de la seconde moitié du IXe siècle, qui a appartenu un temps à l'abbaye de Fleury
- Boulogne Bibliothèque municipale, manuscrit 8 : daté de la seconde moitié du IXe siècle. Sa présence à Boulogne-sur-Mer s'explique par la fuite à Montreuil des moines de Landévennec après la destruction en 913 de leur monastère par les Vikings
- Troyes, Médiathèque, manuscrit 970 : évangéliaire dit de Saint-Gildas-de-Ruys, daté de 909.
- Oxford, Bibliothèque Bodléienne, manuscrit Auct. D. 2. 16 : daté de la première moitié du Xe siècle, il a été donné par l'évêque Leofric à la cathédrale Saint-Pierre d'Exeter[6].
- New York Public Library, manuscrit 115 : aussi connu sous le nom d' Harkness Gospels, du nom de son ancien propriétaire qui en fit don à la bibliothèque en 1928. Il est daté des années 890-910[7]. Deux autres portraits d'évangélistes plus classiques dans le style roman ont été ajoutés au XIe siècle.